# Boumedfaa
Boumedfaa est une commune de la wilaya de Aïn Defla en Algérie.

## Géographie
Boumedfaa est une intersection (carrefour) de 4 Wilayas Aïn Defla, Médéa, Blida et Tipaza.
Elle est située à 100 km à l'ouest d'Alger et de 60 km au Nord-Est d'Aïn Defla et de 35 km au nord-ouest de Médéa et de 45 km à l'ouest de Blida et de 45 km au sud de Tipaza.
| Hammam Righa | Merad(Wilaya de Tipaza) | Oued Djer(Wilaya de Blida)                                |
| Aïn Benian   | Boumedfaa               | Aïn Romana(Wilaya de Blida) Tamesguida (Wilaya de Médéa ) |
| Hoceinia     | Djendel                 | Ouamri(Wilaya de Médéa)                                   |

## Histoire
En 1956 elle fait partie du département de Médéa.
Après l'indépendance, elle était aussi parmi les communes de Médéa jusqu'au 1984.